# Mazda Chantez
La Mazda Chantez (codice telaio KMAA) è un'autovettura prodotta dalla casa automobilistica giapponese Mazda dal luglio 1972 a aprile 1976.

## Descrizione

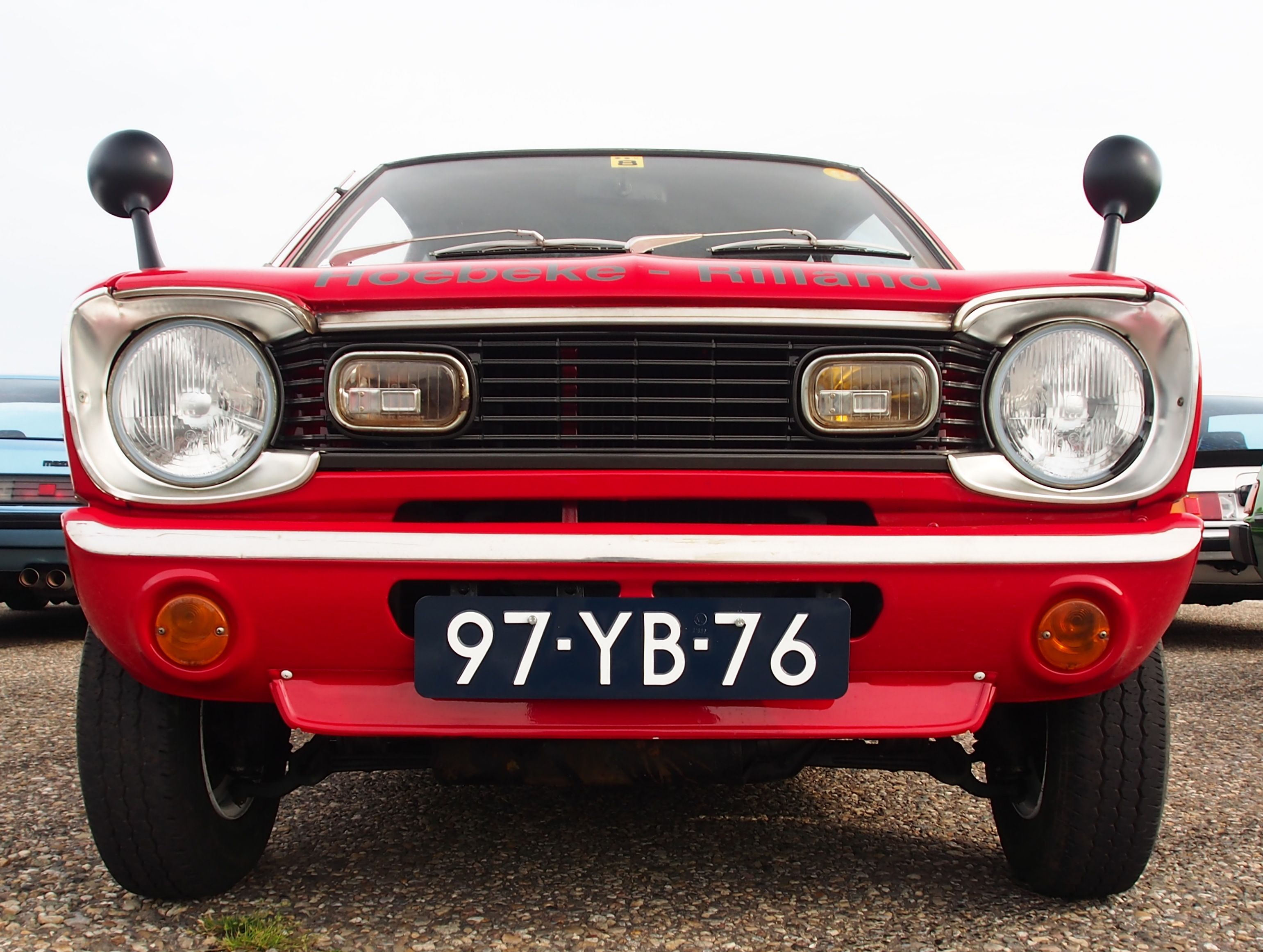
Dettaglio frontale

Il nome "Chantez" è una parola francese che deriva dal verbo chanter, che in francese significa "cantare".
La vettura è una kei car a due porte che fu introdotta da Mazda nel luglio 1972. La Chantez aveva un passo più lungo a 2200 mm rispetto alla maggior parte dei suoi concorrenti e presentava un motore a due tempi della Mazda Porter, che erogava 35 CV di potenza e spingeva la Chantez a una velocità massima di 115 km/h, con i 400 m da fermo coperti in 20,6 secondi. In test più recenti eseguiti su di un esemplare del 1972 hanno rilevato uno 0–100 km/h in 35,8 secondi. Il motore bicilindrico da 359 cc era installato in posizione anteriore/longitudinale, con la trazione sulle ruote posteriori; la ruota di scorta era posta sul lato destro accanto al motore.
Inizialmente la vettura era stata progettata per essere dotata di un motore rotativo wankel denominato 3A a rotore singolo, ma la soluzione non fu adottata. Le vendite e la produzione furono interrotte senza un'erede diretta nel 1976, alla vigilia delle nuove normative sulle vetture Kei car. Mazda non commercializzò un'altra autovettura Kei fino al 1989 con la reintroduzione della Carol, una Suzuki Alto rimarchiata.
I livelli di equipaggiamento andavano dalla versione base L, passando per LX, GL, GF e GL, fino alla versione top di gamma GF II che presentava un interno sportivo, pneumatici radiali e possibilità di avere la vernice bicolore.
Alla fine del 1974, il cofano posteriore e il paraurti anteriore furono modificati per installazione delle nuove targhe che avevano dimensioni maggiori.